# Толебі
Толебі (груз. ტოლები) — село в Грузії.
За даними перепису населення 2014 року в селі проживає 152 особи.